# Rowlesburg
Rowlesburg é uma cidade  localizada no estado norte-americano de Virgínia Ocidental, no Condado de Preston.

## Demografia
Segundo o censo norte-americano de 2000, a sua população era de 613 habitantes.
Em 2006, foi estimada uma população de 621, um aumento de 8 (1.3%).

## Geografia
De acordo com o United States Census Bureau tem uma área de
2,9 km², dos quais 2,7 km² cobertos por terra e 0,2 km² cobertos por água. Rowlesburg localiza-se a aproximadamente 422 m acima do nível do mar.

## Localidades na vizinhança
O diagrama seguinte representa as localidades num raio de 16 km ao redor de Rowlesburg.